# Hodinci
Hodinci is een plaats in de gemeente Ozalj in de Kroatische provincie Karlovac. De plaats telt 28 inwoners (2001).